# Tercera División de Chile 1983
El Campeonato Oficial de Fútbol de la Tercera División de 1983 fue la 3° edición de la tercera categoría del fútbol de Chile, correspondiente a la temporada 1983. Se jugó desde marzo hasta diciembre de 1983.
Su organización estuvo a cargo de la Asociación Nacional de Fútbol Amateur de Chile (ANFA) y contó con la participación de 18 equipos, los cuales, disputaron dos campeonatos Apertura y Oficial.
Al finalizar el torneo de Apertura Quintero Unido, Deportes Victoria, General Velásquez, Unión Santa Cruz y Curicó Unido fueron promovidos a la Segunda División 1983 para el Segundo Semestre, después de cumplir ciertos requisitos como estadios adecuados y asistencias suficientes para la competencia.
En el torneo Oficial el campeón Super Lo Miranda junto al subcampeón Iván Mayo de Villa Alemana (de manera excepcional) ascienden a Segunda División 1984.

## Movimientos divisionales
| Pos        | a Segunda División de Chile 1983 |
| ---------- | -------------------------------- |
| 1º         | Deportes Laja (Campeón)          |
| 1º (TA ZN) | Quintero Unido                   |
| 1° (TA ZS) | Deportes Victoria                |
| 2° (TA ZS) | General Velásquez                |
| 3° (TA ZS) | Unión Santa Cruz                 |
| 4° (TA ZS) | Curicó Unido                     |

| Pos | Aceptados en la Competencia. |
| --- | ---------------------------- |
| -   | Alcázar de Penco             |
| -   | Comercio de Llay-Llay        |
| -   | Deportes Puente Alto         |
| -   | Sportivo Cartagena           |

| Pos | desde Segunda División de Chile 1982 |
| --- | ------------------------------------ |
| 22° | Ferroviarios                         |

| Pos | Abandono de la Competencia. |
| --- | --------------------------- |
| -   | Juventud Textil (Retiro)    |
| -   | Alcázar de Penco (Retiro)   |

| Pos      | a Asociación de Origen |
| -------- | ---------------------- |
| 7º (ZS)  | Liceo Curicó           |
| 9º (ZS)  | Deportivo Parral       |
| 12º (ZS) | Atlético Molina        |

## Equipos participantes
| Equipo                | Ciudad                     |
| --------------------- | -------------------------- |
| Alcázar de Penco      | Penco                      |
| Campos de Batalla     | Maipú                      |
| Caupolicán de Rengo   | Rengo                      |
| Comercio de Llay-Llay | Llay-Llay                  |
| Concón National       | Concón                     |
| Cultural Doñihue      | Doñihue                    |
| Curicó Unido          | Curicó                     |
| Defensor Casablanca   | Casablanca                 |
| Deportes Maipo        | Maipo                      |
| Deportes Peumo        | Peumo                      |
| Deportes Puente Alto  | Puente Alto                |
| Deportes Victoria     | Victoria                   |
| Ferroviarios          | Estación Central           |
| General Velásquez     | San Vicente de Tagua Tagua |
| Grand Prix            | Maipú                      |
| Indep. de Cauquenes   | Cauquenes                  |
| Iván Mayo             | Villa Alemana              |
| Juventud Textil       | Tomé                       |
| Lautaro de Buin       | Buin                       |
| Municipal Talagante   | Talagante                  |
| Quintero Unido        | Quintero                   |
| Sportivo Cartagena    | Cartagena                  |
| Súper Lo Miranda      | Lo Miranda                 |
| Tricolor Municipal    | Paine                      |
| Unión Comercio        | Santa Cruz                 |

## Torneo de apertura

### Grupo Norte
| Pos | Equipo                | PJ | PG | PE | PP | GF | GC | Dif | Pts |
| --- | --------------------- | -- | -- | -- | -- | -- | -- | --- | --- |
| 1.  | Quintero Unido        | 14 | 7  | 5  | 2  | 22 | 11 | +11 | 19  |
| 2.  | Defensor Casablanca   | 14 | 6  | 5  | 3  | 22 | 18 | +4  | 17  |
| 3.  | Comercio de Llay-Llay | 14 | 8  | 0  | 6  | 36 | 24 | +12 | 16  |
| 4.  | Iván Mayo             | 14 | 5  | 5  | 4  | 19 | 20 | -1  | 15  |
| 5.  | Grand Prix            | 14 | 5  | 4  | 5  | 14 | 14 | 0   | 14  |
| 6.  | Campos de Batalla     | 14 | 3  | 5  | 6  | 14 | 26 | -12 | 11  |
| 7.  | Deportes Puente Alto  | 14 | 3  | 4  | 7  | 16 | 20 | -4  | 10  |
| 8.  | Concón National       | 14 | 3  | 4  | 7  | 17 | 27 | -10 | 10  |

### Grupo Centro
| Pos | Equipo              | PJ | PG | PE | PP | GF | GC | Dif | Pts |
| --- | ------------------- | -- | -- | -- | -- | -- | -- | --- | --- |
| 1.  | Super Lo Miranda    | 14 | 9  | 3  | 2  | 36 | 18 | +18 | 21  |
| 2.  | Cultural Doñihue    | 14 | 9  | 3  | 2  | 23 | 14 | +9  | 21  |
| 3.  | Municipal Talagante | 14 | 5  | 6  | 3  | 25 | 19 | +6  | 16  |
| 4.  | Tricolor Municipal  | 14 | 4  | 7  | 3  | 16 | 15 | +1  | 15  |
| 5.  | Lautaro de Buin     | 14 | 3  | 7  | 4  | 12 | 16 | -4  | 13  |
| 6.  | Ferroviarios        | 14 | 2  | 6  | 6  | 15 | 19 | -4  | 10  |
| 7.  | Deportes Maipo      | 14 | 2  | 5  | 7  | 9  | 17 | -8  | 9   |
| 8.  | Deportes Peumo      | 14 | 2  | 3  | 9  | 10 | 28 | -18 | 7   |

### Grupo Sur
| Pos | Equipo                 | PJ | PG | PE | PP | GF | GC | Dif | Pts |
| --- | ---------------------- | -- | -- | -- | -- | -- | -- | --- | --- |
| 1.  | Deportes Victoria      | 14 | 9  | 3  | 2  | 24 | 10 | +14 | 21  |
| 2.  | General Velásquez      | 14 | 7  | 5  | 2  | 17 | 10 | +7  | 19  |
| 3.  | Unión Santa Cruz       | 14 | 7  | 3  | 4  | 19 | 15 | +4  | 17  |
| 4.  | Curicó Unido           | 14 | 5  | 4  | 5  | 16 | 18 | -2  | 14  |
| 5.  | Alcázar de Penco       | 14 | 5  | 3  | 6  | 19 | 14 | +5  | 13  |
| 6.  | Indep. de Cauquenes    | 14 | 3  | 4  | 7  | 15 | 22 | -7  | 10  |
| 7.  | Caupolicán de Rengo    | 14 | 4  | 2  | 8  | 17 | 30 | -13 | 10  |
| 8.  | Juventud Textil (Tomé) | 14 | 2  | 4  | 8  | 8  | 16 | -8  | 8   |

|  | Abandonan el campeonato. |

- Al finalizar el torneo Quintero Unido, Deportes Victoria, General Velásquez, Unión Santa Cruz y Curicó Unido fueron promovidos a la Segunda División 1983 para el Segundo Semestre, después de cumplir ciertos requisitos como estadios adecuados y asistencias suficientes para la competencia.

## Torneo oficial
- Alcázar de Penco y Juventud Textil de Tomé abandonaron el campeonato.
- Sportivo Cartagena ingresó a la competencia.

Los 18 clubes se dividieron en dos grupos, zona norte y zona sur, clasificando los dos primeros de cada grupo a la liguilla final.

### Grupo Norte
| Pos | Equipo                | PJ | PG | PE | PP | GF | GC | Dif | Pts |
| --- | --------------------- | -- | -- | -- | -- | -- | -- | --- | --- |
| 1.  | Defensor Casablanca   | 16 | 8  | 5  | 3  | 43 | 27 | +16 | 21  |
| 2.  | Iván Mayo             | 16 | 7  | 7  | 2  | 28 | 13 | +15 | 21  |
| 3.  | Ferroviarios          | 16 | 8  | 5  | 3  | 29 | 16 | +13 | 21  |
| 4.  | Comercio de Llay-Llay | 16 | 7  | 5  | 4  | 22 | 18 | +4  | 19  |
| 5.  | Grand Prix            | 16 | 7  | 4  | 5  | 28 | 23 | +5  | 18  |
| 6.  | Concón National       | 16 | 4  | 5  | 7  | 26 | 27 | -1  | 13  |
| 7.  | Municipal Talagante   | 16 | 5  | 3  | 8  | 34 | 37 | -3  | 13  |
| 8.  | Sportivo Cartagena    | 16 | 2  | 5  | 9  | 18 | 42 | -24 | 9   |
| 9.  | Campos de Batalla     | 16 | 3  | 3  | 10 | 9  | 34 | -25 | 9   |

### Grupo Sur
| Pos | Equipo               | PJ | PG | PE | PP | GF | GC | Dif | Pts |
| --- | -------------------- | -- | -- | -- | -- | -- | -- | --- | --- |
| 1.  | Super Lo Miranda     | 16 | 8  | 7  | 1  | 30 | 15 | +15 | 23  |
| 2.  | Indep. de Cauquenes  | 16 | 10 | 2  | 4  | 34 | 14 | +20 | 22  |
| 3.  | Tricolor Municipal   | 16 | 9  | 2  | 5  | 21 | 17 | +4  | 20  |
| 4.  | Caupolicán de Rengo  | 16 | 6  | 4  | 6  | 32 | 22 | +10 | 16  |
| 5.  | Cultural Doñihue     | 16 | 6  | 4  | 6  | 21 | 19 | +2  | 16  |
| 6.  | Deportes Maipo       | 16 | 4  | 7  | 5  | 19 | 24 | -5  | 15  |
| 7.  | Deportes Puente Alto | 16 | 4  | 6  | 6  | 17 | 22 | -5  | 14  |
| 8.  | Lautaro de Buin      | 16 | 3  | 5  | 8  | 8  | 20 | -12 | 11  |
| 9.  | Deportes Peumo       | 16 | 2  | 3  | 11 | 16 | 45 | -29 | 7   |

|  | Eliminado del Torneo de Apertura 1984 por ser el peor ubicado entre las dos zonas. |

## Liguilla de ascenso
Los cuatro clasificados se enfrentaron todos contra todos, en dos ruedas. El ganador se consagra campeón y obtiene el ascenso junto al subcampeón a la Segunda División.
| Pos | Equipo              | PJ | PG | PE | PP | GF | GC | Dif | Pts |
| --- | ------------------- | -- | -- | -- | -- | -- | -- | --- | --- |
| 1.  | Super Lo Miranda    | 6  | 5  | 1  | 0  | 16 | 6  | +10 | 11  |
| 2.  | Iván Mayo           | 6  | 2  | 1  | 3  | 8  | 8  | 0   | 5   |
| 3.  | Defensor Casablanca | 6  | 2  | 1  | 3  | 8  | 14 | -6  | 5   |
| 4.  | Indep. de Cauquenes | 6  | 1  | 1  | 4  | 5  | 9  | -4  | 3   |

| Chile                            |
| Campeón 1983 Super Lo Miranda    |
| Asciende a Segunda División 1984 |